# Trichoniscus perezi
Trichoniscus perezi es una especie de crustáceo isópodo terrestre cavernícola de la familia Trichoniscidae.

## Distribución geográfica
Son endémicos del este de Andalucía (España peninsular).